# Minnesota Lynx 2021
La stagione 2021 delle Minnesota Lynx fu la 23ª nella WNBA per la franchigia.
Le Minnesota Lynx arrivarono seconde nella Western Conference con un record di 22-10. Nei play-off persero al secondo turno con le Chicago Sky (1-0).

## Roster
| N° | Naz.                   | Ruolo | Sportivo            | Anno | Alt. | Peso |
| -- | ---------------------- | ----- | ------------------- | ---- | ---- | ---- |
| 1  | Stati Uniti (bandiera) | A     | Natasha Mack        | 1997 | 193  | 81   |
| 2  | Stati Uniti (bandiera) | G     | Crystal Dangerfield | 1998 | 165  | 55   |
| 6  | Canada (bandiera)      | GA    | Bridget Carleton    | 1997 | 185  | 88   |
| 7  | Stati Uniti (bandiera) | G     | Layshia Clarendon   | 1991 | 175  | 69   |
| 10 | Stati Uniti (bandiera) | A     | Jessica Shepard     | 1996 | 191  | 79   |
| 11 | Canada (bandiera)      | A     | Natalie Achonwa     | 1992 | 191  | 88   |
| 12 | Brasile (bandiera)     | A     | Damiris             | 1992 | 191  | 93   |
| 15 | Stati Uniti (bandiera) | G     | Rachel Banham       | 1993 | 175  | 78   |
| 21 | Stati Uniti (bandiera) | G     | Kayla McBride       | 1992 | 178  | 79   |
| 22 | Stati Uniti (bandiera) | A     | Cierra Burdick      | 1993 | 188  | 78   |
| 23 | Stati Uniti (bandiera) | G     | Linnae Harper       | 1995 | 170  | 73   |
| 23 | Stati Uniti (bandiera) | GA    | Aerial Powers       | 1994 | 175  | 77   |
| 24 | Stati Uniti (bandiera) | G     | Napheesa Collier    | 1996 | 188  | 83   |
| 34 | Stati Uniti (bandiera) | C     | Sylvia Fowles       | 1985 | 198  | 94   |

## Staff tecnico
- Allenatore: Cheryl Reeve
- Vice-allenatori: Plenette Pierson, Katie Smith, Rebekkah Brunson
- Preparatore atletico: Chuck Barta
- Assistente preparatore atletico: Brandi BlueArm